# Federico Piovaccari
Federico Piovaccari (Gallarate, 1 september 1984) is een Italiaans voormalig voetballer die doorgaans speelde als spits. Tussen 2004 en 2024 was hij actief voor Internazionale, Vittoria, San Marino, Triestina, Treviso, Ravenna, Cittadella, Sampdoria, Brescia, Novara, Grosseto, Steaua Boekarest, Eibar, Western Sydney Wanderers, Córdoba, Zhejiang Yiteng, Ternana, opnieuw Córdoba, Rayo Vallecano, opnieuw Córdoba, Paganese, Messina, Giugliano, Cavese, San Cristóbal en SS Virtus.

## Clubcarrière
Piovaccari stroomde in 2004 door vanuit de jeugd van Internazionale. Dat verhuurde hem aan FC Vittoria, San Marino en Triestina, voordat hij in 2007 definitief naar Treviso verkaste. Twee jaar later speelde Piovaccari voor Ravenna, waarvoor hij vijftien keer scoorde. Bij Cittadella kreeg hij drieëntwintig goals achter zijn naam. Na dat seizoen werd hij verkocht aan Sampdoria. Daar speelde hij zeventien duels, waarin hij twee keer scoorde. Hij werd vervolgens verhuurd aan achtereenvolgens  Brescia, Novara, Grosseto, Steaua Boekarest en Eibar.
In 2015 nam de Australische voetbalclub Western Sydney Wanderers de Italiaan over. Na een jaar keerde hij terug naar Europa, waar hij in Spanje voor Córdoba ging spelen. Piovaccari ondertekende een verbintenis voor de duur van één seizoen. Na een jaar verliet hij de club, toen hij ging spelen voor Zhejiang Yiteng. Een halfjaar later keerde Piovaccari terug naar Italië, waar hij voor Ternana ging spelen.
Piovaccari keerde in de zomer van 2018 terug bij Córdoba. Een jaar later verkaste de Italiaan naar competitiegenoot Rayo Vallecano. Na een half seizoen keerde Piovaccari terug naar Córdoba. Paganese liet hem medio 2021 terugkeren naar Italië en deed hem na een half seizoen van de hand aan Messina. Medio 2022 verkaste Piovaccari naar Giugliano. Een jaar later nam Cavese hem onder contract. In januari 2024 verkaste Piovaccari naar San Cristóbal. Een half jaar later werd SS Virtus zijn nieuwe club. Piovaccari besloot in de zomer van 2024 op negenendertigjarige leeftijd een punt te zetten achter zijn actieve loopbaan.

## Erelijst
| Liga 1             | 1 | 2013/14 |
| Supercupa României | 1 | 2013    |